# 英爱条约
《英爱条约》（英語：Anglo-Irish Treaty），是英国与爱尔兰代表于1921年签订的划分爱尔兰岛归属的条约。
第一次世界大战结束后，原属英国的爱尔兰争取独立的斗争更加高涨。新芬党在都柏林召开国民议会，发表独立宣言，宣布成立共和国，并开展游击战争。1921年夏，英国自由党的大衛·勞合·喬治政府被迫与爱尔兰签订停战协定。1921年7月双方在伦敦开始谈判，与新芬党谈判代表阿瑟·格里菲斯和迈克尔·柯林斯于12月6日签订此约。
条约的主要内容是：把原先统一的爱尔兰岛分割为两部分，南部26郡，成立爱尔兰自由邦；北部6郡（现北爱尔兰），则划归英国。自由邦名义上享有自治自决的全权。但其对外政策和一部分内政仍置于英国监督之下。自由邦必须效忠英王，议会通过的法律，需经英国总督批准方能生效。
此外，英国藉口以防务需要為由，继续控制某些港口。1922年1月7日，爱尔兰国民议会以64票对57票通过，1月14日，予以正式批准。据此条约，在爱尔兰南部实现有限的自治，基本结束了长达700年的英国殖民统治。但是北爱尔兰被人为地分割出去。
爱尔兰南北分裂后，自治政府军与共和军之间爆发内战，即為愛爾蘭內戰，后来英军加入战争。